# Traité de Berlin (1926)
Pour les articles homonymes, voir Traité de Berlin.
 (décembre 2023).
Si vous disposez d'ouvrages ou d'articles de référence ou si vous connaissez des sites web de qualité traitant du thème abordé ici, merci de compléter l'article en donnant les références utiles à sa vérifiabilité et en les liant à la section « Notes et références ».
Le traité de Berlin entre l'Allemagne et l'URSS est signé le 24 avril 1926 par 
Gustav Stresemann et l'ambassadeur extraordinaire Nikolaï Krestinsky.
Pour une durée de cinq ans. Cet accord politique confirme l'amitié entre les deux pays et le traité de Rapallo. Les deux pays se promettent ensuite une neutralité mutuelle en cas d'agression par un pays tiers et cela  malgré une attitude amicale. Ils vont également exclure aussi tout  boycottage financier ou économique dirigé contre le pays partenaire. 
Gustav Stresemann  réussit par ce traité de maintenir une balance ouest – est pour l'Allemagne. Mais il est aussi un succès pour la diplomatie soviétique, car il empêche l'Allemagne de faire partie du front antisoviétique.